# 芦芝镇
芦芝镇，是中华人民共和国福建省龙岩市漳平市下辖的一个镇，原为芦芝乡，2014年改设镇。

## 行政区划
芦芝镇下辖以下地区：
芦芝社区、东坑口社区、东郊社区、大深社区、洛阳社区、华寮村、月山村、圆潭村和涵梅村。